# Стация
Ста́ция (от лат. statio — местопребывание) — определённый участок пространства среды, который обладает совокупностью условий (рельефа, климата, пищи, убежища и т. д.), необходимых для существования и проживания на нём определённого вида животных. Понятие стация применяется только по отношению к виду. Каждому виду свойственен определенный набор стаций, столь характерный, что может служить его важным отличительным признаком. Чаще употребляется по отношению к наземным животным.
Стацией в более узком смысле принято называть участки местообитания, используемые животным для осуществления какой-либо определённой функции (гнездовые, кормовые стации) либо в определённое время дня или года (дневные, ночные, сезонные стации).
Характерные для каждого вида стации располагаются в пределах видового ареала мозаично. В связи с этим ареал вида никогда не бывает заселён полностью. Отдельные стации, заселяемые видом, могут характеризоваться рядом отличий в особенностях рельефа, растительности и т. п., то есть вид обычно обладает набором стаций, некоторые из которых могут иметь различное значение в жизненном цикле животных.